# Mercenaria campechiensis
Mercenaria campechiensis är en musselart som först beskrevs av Gmelin 1791.  Mercenaria campechiensis ingår i släktet Mercenaria och familjen venusmusslor. Inga underarter finns listade i Catalogue of Life.
Höger och vänster klaff av samma exemplar:

Höger klaff
Vänster klaff